# Монетний двір у Мехіко
Монетний двір у Мехіко (ісп. La Casa de Moneda de México) — національний монетний двір Мексики і найстаріший монетний двір в Америці.
Мексиканський монетний двір був заснований в 1535 році іспанським віце-королем Антоніо де Мендоса Указом від іспанської корони про створення першого монетного двору в Америці. Монетний двір карбував срібні монети номіналом вісім реалів і її наступника монету срібне песо, поширену в Північній і Південній Америці та Азії в ХІХ столітті, що лягли в основу сучасних національних валют багатьох країн у цих частинах світу, включаючи долар США, японську єну і китайський юань.
Починаючи з 1983 року, монети виготовляються тільки в Сан-Луїс-Потосі. Давня штаб-квартира знаходиться в даний час у Національному музеї трьох культур в Мехіко. Головний клієнт монетного двору — Банк Мексики. З 13 січня 2014 року генеральний директор монетного двору Гільєрмо Хопкінс Гамес. Він також є віце-президентом ради директорів монетного двору.